# Copa América der Frauen
Die Copa América der Frauen (spanisch Copa América Femenina, portugiesisch Copa América Feminina; bis 2010 Sudamericano Femenino/Sudamericano Feminino; im deutschen Sprachraum seltener auch (Fußball-)Südamerikameisterschaft der Frauen) wird vom südamerikanischen Kontinentalverband CONMEBOL ausgerichtet und wird seit 1991 ausgespielt. Amtierender Titelträger und mit acht Titeln Rekordsieger ist Brasilien.

## Geschichte und Modus
Bei den ersten beiden Turnieren nahmen nur drei bzw. fünf Länder teil. Seit 1998 nehmen alle zehn Mitglieder der CONMEBOL teil. Brasilien und Chile sind die einzigen Länder, die immer teilnahmen. Das Turnier fand zunächst in unregelmäßigen Abständen statt, seit 2006 findet es alle vier Jahre im Vorjahr der Fußball-Weltmeisterschaft der Frauen statt und dient auch als dessen Qualifikation. Zudem werden mit dem Turnier die Teilnehmer am olympischen Fußballturnier der Frauen ermittelt. Zurzeit stehen der CONMEBOL je zwei Teilnehmer bei der Weltmeisterschaft und den Olympischen Spielen zu.
Außer Bolivien konnte jede Mannschaft mindestens einmal einen Platz unter den ersten Vier erreichen, Venezuela allerdings nur, als nur drei Mannschaften teilnahmen. Im Gegensatz zur Copa América, der südamerikanischen Meisterschaft im Männerfußball, nehmen keine Gastmannschaften von fremden Konföderationen am Turnier teil.

## Die Turniere im Überblick
| Jahr         | Gastgeber   | Finale      | Finale          | Finale      | Spiel um Platz drei | Spiel um Platz drei   | Spiel um Platz drei |
| Jahr         | Gastgeber   | Sieger      | Ergebnis        | 2. Platz    | 3. Platz            | Ergebnis              | 4. Platz            |
| ------------ | ----------- | ----------- | --------------- | ----------- | ------------------- | --------------------- | ------------------- |
| 1991 Details | Brasilien   | Brasilien   | (Ligasystem)    | Chile       | Venezuela           | nur drei Teilnehmer   | –                   |
| 1995 Details | Brasilien   | Brasilien   | 2:0             | Argentinien | Chile               | (Ligasystem)          | Ecuador             |
| 1998 Details | Argentinien | Brasilien   | 7:1             | Argentinien | Peru                | 3:3 n. V. (5:4 i. E.) | Ecuador             |
| 2003 Details | Peru        | Brasilien   | (Ligasystem)    | Argentinien | Kolumbien           | (Ligasystem)          | Peru                |
| 2006 Details | Argentinien | Argentinien | (Ligasystem)    | Brasilien   | Uruguay             | (Ligasystem)          | Paraguay            |
| 2010 Details | Ecuador     | Brasilien   | (Ligasystem)    | Kolumbien   | Chile               | (Ligasystem)          | Argentinien         |
| 2014 Details | Ecuador     | Brasilien   | (Ligasystem)    | Kolumbien   | Ecuador             | (Ligasystem)          | Argentinien         |
| 2018 Details | Chile       | Brasilien   | (Ligasystem)    | Chile       | Argentinien         | (Ligasystem)          | Kolumbien           |
| 2022 Details | Kolumbien   | Brasilien   | 1:0             | Kolumbien   | Argentinien         | 3:1                   | Paraguay            |
| 2025 Details | Ecuador     | Brasilien   | 4:4 (5:4 i. E.) | Kolumbien   | Argentinien         | 2:2 (5:4 i. E.)       | Uruguay             |

### Rangliste
| Rang | Nation      | Titel | 2. | 3. | 4. | ∑ TN | Platzierungen | Platzierungen | Platzierungen | Platzierungen | Platzierungen | Platzierungen | Platzierungen | Platzierungen | Platzierungen | Platzierungen |
| Rang | Nation      | Titel | 2. | 3. | 4. | ∑ TN | 1991          | 1995          | 1998          | 2003          | 2006          | 2010          | 2014          | 2018          | 2022          | 2025          |
| ---- | ----------- | ----- | -- | -- | -- | ---- | ------------- | ------------- | ------------- | ------------- | ------------- | ------------- | ------------- | ------------- | ------------- | ------------- |
| 1    | Brasilien   | 8     | 1  |    |    | 9    | 1             | 1             | 1             | 1             | 2             | 1             | 1             | 1             | 1             |               |
| 2    | Argentinien | 1     | 3  | 2  | 2  | 8    |               | 2             | 2             | 2             | 1             | 4             | 4             | 3             | 3             |               |
| 3    | Chile       |       | 2  | 2  |    | 9    | 2             | 3             | 7             | 8             | 9             | 3             | 6             | 2             | 5             |               |
| 4    | Kolumbien   |       | 3  | 1  | 1  | 7    |               |               | 6             | 3             | 7             | 2             | 2             | 4             | 2             |               |
| 5    | Ecuador     |       |    | 1  | 2  | 8    |               | 4             | 4             | 5             | 5             | 5             | 3             | VR            | VR            |               |
| 6    | Peru        |       |    | 1  | 1  | 7    |               |               | 3             | 4             | 8             | 9             | 9             | VR            | VR            |               |
| 7    | Venezuela   |       |    | 1  |    | 8    | 3             |               | 10            | 10            | 6             | 8             | 8             | VR            | 6             |               |
| 8    | Uruguay     |       |    | 1  |    | 7    |               |               | 8             | 9             | 3             | 10            | 7             | VR            | VR            |               |
| 9    | Paraguay    |       |    |    | 2  | 7    |               |               | 5             | 7             | 4             | 6             | 5             | VR            | 4             |               |
| 10   | Bolivien    |       |    |    |    | 8    |               | 5             | 9             | 6             | 10            | 7             | 10            | VR            | VR            |               |

## Torschützenköniginnen
| Jahr | Spielerin        | Team        | Tore | Spiele |
| ---- | ---------------- | ----------- | ---- | ------ |
| 1991 | Adri             | Brasilien   | 4    | 2      |
| 1995 | Sissi            | Brasilien   | 12   | 4      |
| 1998 | Roseli           | Brasilien   | 16   | 6      |
| 2003 | Marisol Medina   | Argentinien | 7    | 5      |
| 2006 | Cristiane        | Brasilien   | 12   | 7      |
| 2010 | Marta            | Brasilien   | 9    | 7      |
| 2014 | Cristiane        | Brasilien   | 6    | 7      |
| 2018 | Catalina Usme    | Kolumbien   | 9    | 7      |
| 2022 | Yamila Rodríguez | Argentinien | 6    | 6      |
| 2025 |                  |             |      |        |

## Varia
| Turnier               | Orte | Stadien | Meldungen | Teams | Spiele | Tore | /Spiel | Zuschauer | Z/Spiel | Gelbe Karten | /Spiel | Gelb-Rote Karten | /Spiel | Platzverweise/Rote Karten | /Spiel |
| --------------------- | ---- | ------- | --------- | ----- | ------ | ---- | ------ | --------- | ------- | ------------ | ------ | ---------------- | ------ | ------------------------- | ------ |
| 1991                  | 1    | 1       | 3         | 3     | 3      | 14   | 4,67   |           |         |              |        |                  |        |                           |        |
| 1995                  | 1    | 1       | 5         | 5     | 11     | 86   | 7,82   |           |         |              |        |                  |        |                           |        |
| 1998                  | 1    | 1       | 10        | 10    | 24     | 143  | 5,96   |           |         |              |        |                  |        |                           |        |
| 2003                  | 1    | 1       | 10        | 4 1   | 6      | 28   | 4,67   |           |         |              |        |                  |        |                           |        |
| 2006                  | 1    | 1       | 10        | 10    | 26     | 95   | 3,65   |           |         |              |        |                  |        |                           |        |
| 2010                  | 7    | 7       | 10        | 10    | 26     | 93   | 3,58   |           |         |              |        |                  |        |                           |        |
| 2014                  | 8    | 9       | 10        | 10    | 26     | 83   | 3,19   |           |         |              |        |                  |        |                           |        |
| 2018                  | 2    | 2       | 10        | 10    | 26     | 101  | 3,88   |           |         | 78           | 3,00   | 2                | 0,08   | 3                         | 0,12   |
| 2022                  | 3    | 3       | 10        | 10    | 25     | 87   | 3,48   |           |         | 98           | 3,92   | 2                | 0,08   | 1                         | 0,04   |
| 2025                  | 1    | 3       | 10        | 10    | 25     | 85   | 3,40   |           |         |              |        |                  |        |                           |        |
| Jeweilige Rekordmarke |      |         |           |       |        |      |        |           |         |              |        |                  |        |                           |        |